# ThrustSSC
ThrustSSC, Thrust SSC, eller Thrust supersonikcar, er en britisk bil fremdrivet af jetturbine udviklet af Richard Noble, Glynne Bowsher, Ron Ayers og Jeremy Bliss.
Thrust SSC besidder verdensrekorden, sat den 15. oktober 1997, da den opnåede en hastighed på 1,228 km / timen og blev den første bil til officielt at bryde lydmuren.